# Дилакторский, Прокопий Александрович
Прокопий Александрович Дилакторский (1868—1910) — библиограф-краевед, этнограф Вологодского края.

## Биография
Родился в дворянской семье 15 октября 1868 года[по какому календарю?] в Кадникове Вологодской губернии. Учился в Вологодском реальном училище, которое по болезни не окончил — с детских лет он страдал эпилепсией. Поступил на службу в кадниковскую земскую управу Вологодской губернии, где впоследствии заведовал отделом народного образования.
В начале 1890-х годов П. А. Дилакторский переехал в Вологду, где в 1895 году напечатал историко-этнографический сборник «Вологжанин», составленный из стихов, рассказов и статей исторического характера писателей-вологжан.
В дальнейшем П. А. Дилакторский работал несколько лет над собиранием материалов для словаря писателей, уроженцев Вологодской губернии, и в 1900 году издал в Вологде сборник «Вологжане—писатели», который имел большое значение в общей русской библиографии, поскольку такие местные областные словари в России практически отсутствовали. В это время А. А. Шахматов предложил ему работу в издававшемся Академией Наук «Словаре русского языка» и Дилакторский принялся за составление раздела словаря по Вологодской губернии.
В середине 1902 года, когда П. А. Дилакторский уже закончил первую часть своей работы по словарю Вологодской губернии и отослал в Академию Наук, А. А. Шахматов отметил ему в своих письмах: «Поздравляю с блестящим исполнением. Материала Вы собрали много… Я очень доволен Вашей работой. Кажется лучшего словаря для вологодского наречия трудно было бы и составить».
В 1905 году Дилакторский переехал в Петербург, где вскоре женился. В «Петербургских Ведомостях» Дилакторский помещал свои заметки о русских писателях.
Дилакторский участвовал в организации в Вологде церковно-исторического музея, незадолго до смерти стал членом, открывшегося в 1909 году, Вологодского общества изучения Северного края.
Скончался 10 декабря 1910 года[по какому календарю?] в общине сестёр милосердия имени Кауфмана в Петербурге.
Жена Дилекторского, Екатерина Константиновна, оставшись без средств к существованию, сберегла рукописи мужа до времени их покупки Вологодским обществом изучения Северного края. М. Я. Параделов в «Адресной книге русских библиофилов» (М., 1904) указывал, что в библиотеке П. А. Дилакторского было около 2000 названий книг. Среди его рукописей находились материалы и для второго издания сборника «Вологжане—писатели», в который планировалось включить сведения о 6230 писателях-вологжанах (в первом издании были даны сведения о 130 писателях).